# Щербак Анатолій Іванович
Анатолій Іванович Щербак (14 червня 1923, Рокитне — 16 серпня 1988, Київ) — радянський український кінознавець, сценарист, кандидат філологічних наук (1954), член Спілки кінематографістів України.

## Біографія

Могила Анатолія Щербака

Народився 14 червня 1923 року у селі Рокитному (тепер Кременчуцького району Полтавської області). У 1950 році закінчив Київський державний університет ім. Т. Г. Шевченка, у 1953 році — аспірантуру при ньому. Викладав в університеті, перебував на партійній роботі, зокрема працював у ЦК КПУ.
Помер 16 серпня 1988 року в Києві. Похований на Байковому кладовищі (ділянка № 52) разом зі своєю дружиною, доктором філологічних наук Маргаритою Карпенко-Щербак (1926—2013).

## Творчість
Автор книг:
- «Сучасність в українській кінодраматургії» (К., 1962),
- «Кіноспадщина, прочитана сьогодні» (К., 1976),
- «Кіно Миколи Бажана» (К., 1986),

Автор сценаріїв кінокартин:
- «Пісня над обрієм» (у співавт.),
- «Легенда про грішника» (у співавт.),
- «Київський концерт»,
- «Люди на всі часи»,
- а також художнього фільму «Дударики» (1980, у співавт. з Є. Митьком).

## Відзнаки
- Нагороджений орденом «Знак Пошани», медалями.
- Лауреат премії Спілки кінематографістів України за книгу «Кіноспадщина, прочитана сьогодні» (1978).